# زیست‌شناسی خاک

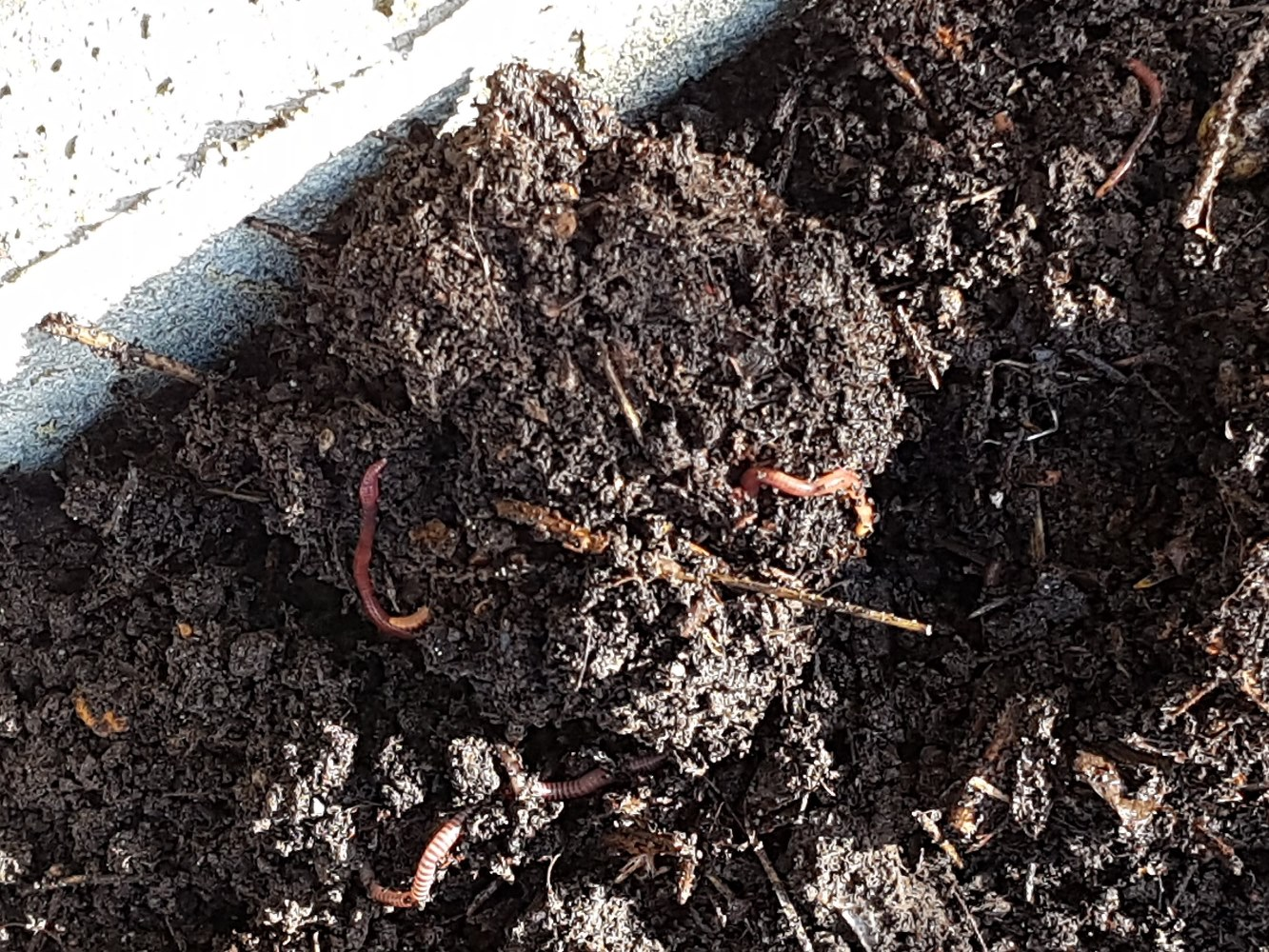
زیست‌شناسی خاک، مطالعه فعالیت میکروبی و جانوری در خاک است. این عکس فعالیت هر دو را نشان می‌دهد.

زیست‌شناسی خاک (به انگلیسی: Soil biology) مطالعه فعالیت میکروبی و جانوران و بوم‌شناسی در خاک است. زندگی خاک، زیست خاک، جانوران خاک، یا ادافون یک اصطلاح جمعی است که شامل همه جاندارانی است که بخش قابل توجهی از چرخه زندگی خود را در نیمرخ خاک یا در فصل مشترک خاک و بستر می‌گذرانند. این جانداران شامل کرم‌های خاکی، نماتدها، تک‌یاخته‌ها، پروتوزوآ، قارچ‌ها ، بندپایان مختلف و همچنین برخی از خزندگان (مانند مارها) و گونه‌هایی از پستانداران حفاری مانند گوفرها، موش کورها و سگ‌های دشتی هستند. زیست‌شناسی خاک در تعیین بسیاری از ویژگی‌های خاک نقش حیاتی دارد. تجزیه مواد آلی خاک توسط جانداران خاک تأثیر زیادی بر حاصلخیزی خاک، رشد گیاهان، ساختار خاک و ذخیره کربن دارد. به عنوان یک علم نسبتاً جدید، چیزهای زیادی دربارهٔ زیست‌شناسی خاک و تأثیر آن بر بوم‌سازگان خاک ناشناخته باقی مانده‌است.

## انواع زیواگان خاک

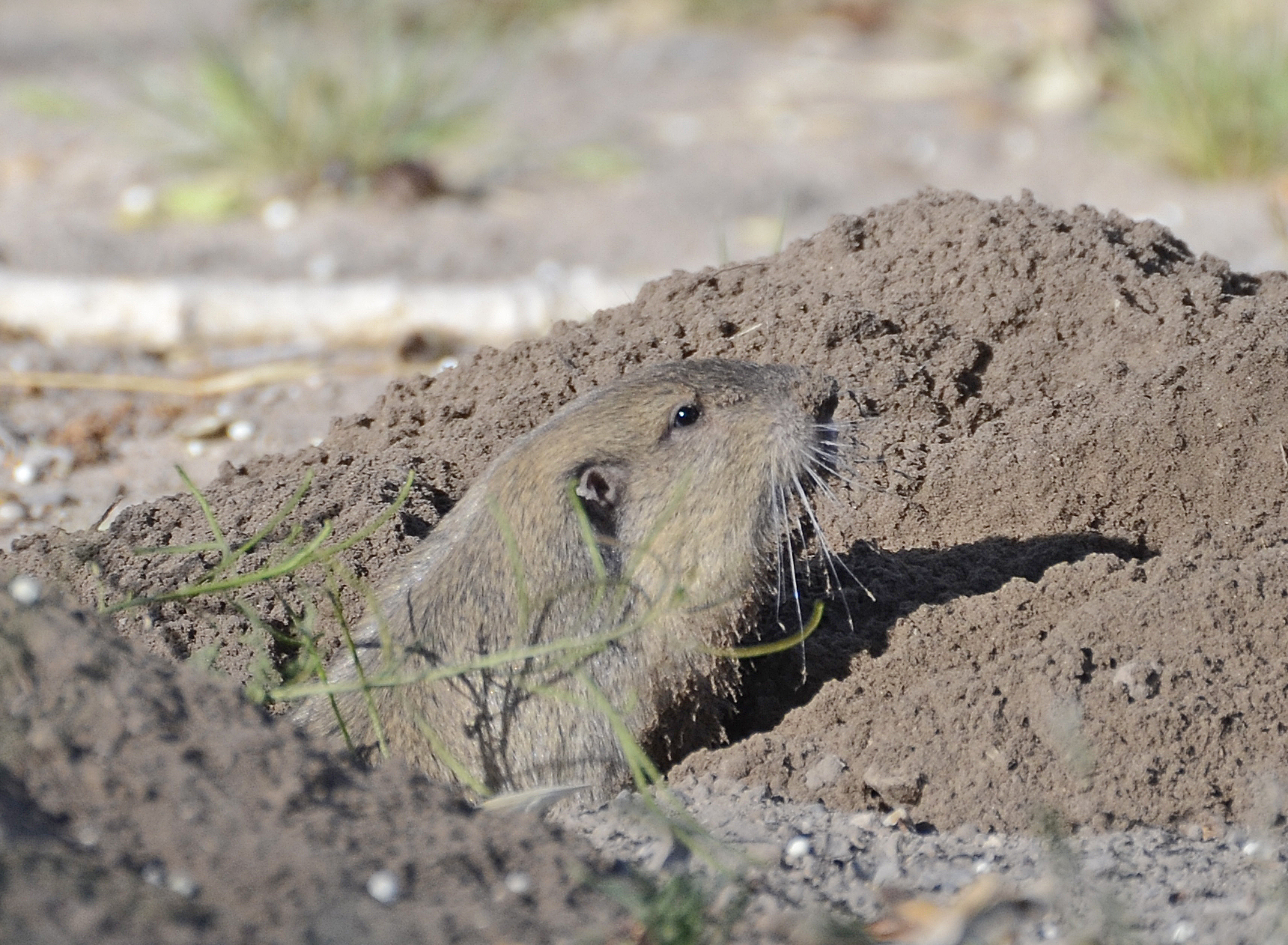
گوفر از لانه بیرون زده‌است

- کلان‌زیاگان: محدوده اندازه - ۲۰ میلی‌متر به سمت بالا، به عنوان مثال موش کور، خرگوش و جوندگان.
- بزرگ‌زیاگان: محدوده اندازه - ۲ تا ۲۰ میلی‌متر، به عنوان مثال شپش چوب، کرم خاکی، سوسک، صدپا، راب، حلزون، مورچه، و دروگر.
- میان‌زیاگان: محدوده اندازه - ۱۰۰ میکرومتر تا ۲ میلی‌متر، به عنوان مثال خرس آبی، کنه و دم‌فنری.
- خردزیاگان و خردگیاگان: محدوده اندازه - ۱ تا ۱۰۰ میکرومتر، به عنوان مثال مخمرها، باکتری‌ها (معمولا اکتینوباکترها)، قارچ‌ها، تک‌یاخته‌ها، کرم‌های لوله‌ای و چرخان‌تباران.

از این میان، باکتری‌ها و قارچ‌ها نقش کلیدی در حفظ یک خاک سالم دارند. آنها به عنوان تجزیه‌کننده عمل می‌کنند که مواد آلی را برای تولید ریزه و دیگر محصولات تجزیه می‌کنند. پوده‌خواران خاک، مانند کرم‌های خاکی، ریزه‌ها را می‌بلعند و تجزیه می‌کنند. ساپروتروف‌ها که به خوبی توسط قارچ‌ها و باکتری‌ها نشان داده می‌شوند، مواد مغذی محلول را از دلیترو استخراج می‌کنند. مورچه‌ها (بزرگ‌زیاگان) با شکستن به همان روش کمک می‌کنند، اما در حالی که در ارتش خود حرکت می‌کنند، قسمت حرکتی را نیز فراهم می‌کنند. همچنین جوندگان، چوبخوارها به جذب بیشتر خاک کمک می‌کنند.

## گستره کاری

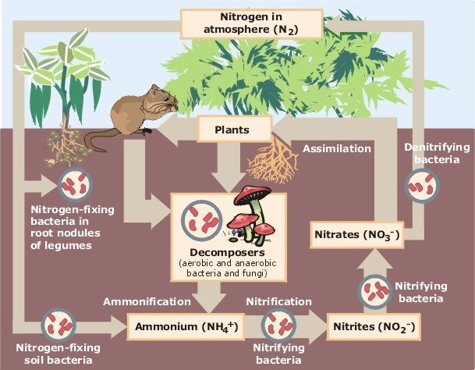
چرخه نیتروژن

زیست‌شناسی خاک شامل کار در زمینه‌های زیر است:
- مدل‌سازی فرآیندهای زیست‌شناختی و پویایی‌شناسی جمعیت
- زیست‌شناسی خاک، فیزیک و شیمی: وقوع پارامترهای فیزیکوشیمیایی و خواص سطحی بر فرآیندهای زیست‌شناختی و رفتار جمعیت
- زیست‌شناسی جمعیت و بوم‌شناسی مولکولی: توسعه روش‌شناختی و مشارکت در مطالعه جمعیت‌های میکروبی و جانوری؛ تنوع و پویایی‌شناسی جمعیت: انتقال ژنتیکی، تأثیر عوامل محیطی
- بوم‌شناسی جامعه و فرآیندهای عملکردی: برهم‌کنش میان موجودات و ترکیب‌های معدنی یا آلی. دخالت چنین فعل و انفعالاتی در بیماری‌زایی خاک. تبدیل ترکیب‌های معدنی و آلی، چرخه عناصر و ساختار خاک

رویکردهای انضباطی تکمیلی لزوماً مورد استفاده قرار می‌گیرند که شامل زیست‌شناسی مولکولی، ژنتیک، اکوفیزیولوژی، جغرافیای زیستی، بوم‌شناسی، فرآیندهای خاک، مواد آلی، دینامیک مواد مغذی و بوم‌شناسی چشم‌انداز است.